# Нінту
Нінту — шумерська богиня дітонародження. Булда одним з образів шанування богині-матері. Цар Адаба Лугаль-Анне-Мунд звів у місті храм на її честь.